# Park Środula Okrzei
Park Środula Okrzei lub Park przy ul. Stefana Okrzei – niewielki park w Sosnowcu, o powierzchni 3,33 ha, na pograniczu osiedla Środula, znajdujący się pomiędzy jednymi z najstarszych ulic miasta: Stefana Okrzei i Piotrkowską.  Leży naprzeciwko Zespołu Parkowo-Pałacowego Schöna, po przeciwnej stronie magistrali kolejowej. Teren ten w latach 70. i 80. był ograniczony nasypem dawnej, rozebranej w latach 90., linii kolejowej z kopalni Sosnowiec do szybu Ostatek. Do czasu powstania nowego parku Środula w okolicach ul. 3 Maja i Zaruskiego jedynie ten park nazywany był parkiem Środula. Od powstania Stoku w nowym parku, na mapach oznaczano oba parki jako park Środula. Obecnie częściej oznaczany jako Park przy ulicy Stefana Okrzei.
Infrastruktura parku jest mocno zaniedbana. Drzewostan stanowią głównie wiekowe topole.
W 2014 roku Rada Dzielnicy Środula podjęła próbę rewitalizacji parku wraz ze zmianą nazwy. Zaproponowano, by park nosił imię Ryszarda Twardocha, urodzonego na Środuli znanego artysty grafika, związanego przez wiele lat m.in. z Trybuną Robotniczą.